# سهره سرا
سهره سرا (نام علمی: Embernagra longicauda) نام یک گونه از سرده سهره‌نماها است.